# Василева Гута
Василева Гу́та (стара назва – Хотилівська гута) — село в Україні, у Гончарівській селищній громаді Чернігівського району Чернігівської області. Населення становить 145 осіб. До 2020 орган місцевого самоврядування — Боровиківська сільська рада.

## Назва
Стара, первісна назва походить від річки Хотилівки, на якій і виникла гута, не слід плутати із нинішньою Хатиловою Гутою, яка розташована дещо північніше, на місці колишнього хутора Хатиловка.

## Історія
Вперше село згадане у 1767 році (під назвою «Гута Хотиловска») як власність Києво-Печерської лаври. Тоді в ній було 2 двори й 13 бездвірних хат.
У 1786 році село перейшло до державного скарбу. Гута Василя Десницького віддана йому монахами за викуп з 1788 р.

## Уродженці села
- Вергун Володимир Антонович — доктор економічних наук, професор кафедри міжнародного бізнесу Інституту міжнародних відносин Київського національного університету імені Тараса Шевченка.

## Галерея

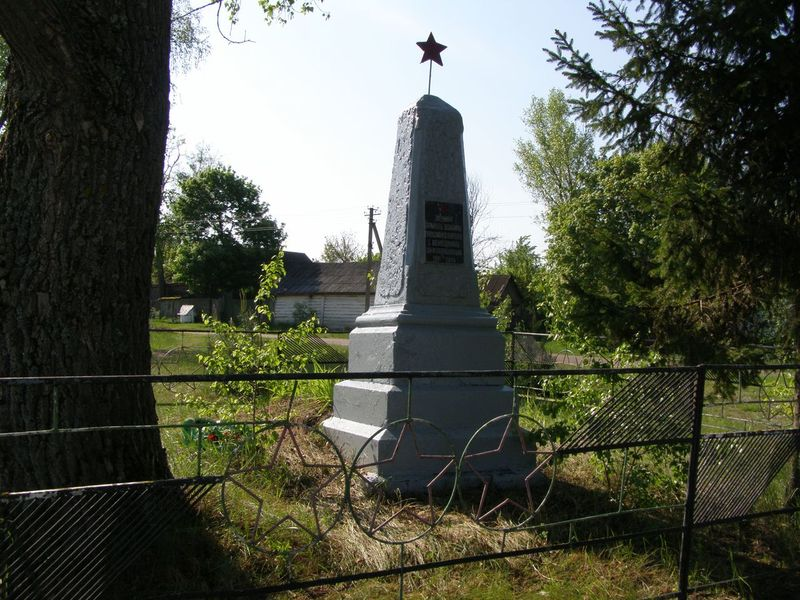
Пам'ятник воїнам